# 아우라 (에너지)
아우라(aura), 또는 기품은 인체로부터 발산되는 영혼적인 에너지다. 또는 어느 인물이나 물체가 발하는, 일종의 독습인 영적인 분위기도 가리킨다.
「숨」을 의미하는 그리스어 「아우라(αύρα/aura)」에 유래해 영어로서는 약간 문어적인 표현이다.
한자 표기에서는 「오랍(奥拉)」이 된다.
여러 소설에서는 오라, 오오라 등으로 표현하기도 한다.

## 아우라에 관한 여러 가지 설명

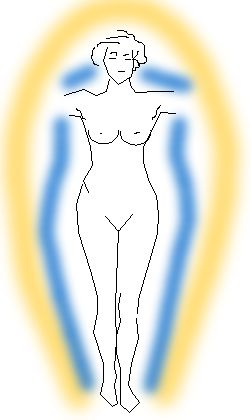
en:Walter John Kilner(1847-1920)가 그린 건강한 여성 아우라. 2중으로 그려져 있다. 이 그림의 색은 어디까지나 둘을 구별하기 위해서 채색된 것으로, 다른 의미는 없다.

아우라의 개념의 설명에 개인차가 생기는 일도 있다.
테드 안드류즈는, 「인간 아우라라고 하는 것은 육체를 둘러싸는 에너지 필드」에서 「인간을 푹 감싸는 입체적인 것」 「건강한 사람의 경우, 아우라는 몸의 주위를 타원형, 혹은 계란형으로 싸고 있다」 「평균적인 사람은 신체의 주위 2.5~3m에 걸쳐서 감싸고 있다」고, 해설했다.
제인 스트라자즈는, 아우라라는 것은 사람을 둘러싸는 「기분의 장소」라고 해, 사람의 건강, 기분, 에너지 레벨에 대해 가르쳐 준다고 했다.
윌리엄 앳킨슨은, 아우라는 실재하는 힘이라고 해, 「생각체」라고 했다. 아우라에도 타입이 있고 그 기본형인 「프라나오라」는 생명의 현물질이기도 하다고 했다.
과학자이며 신비 사상가인 에마누엘 스베덴보리는, 인간의 주위에는 「파동체」가 존재해, 그 안에 인간의 사고가 시각적으로 나타난다고 말하고 있다.
또, 종교화 등에 그려지는 후광(헬로)을 아우라로 간주하는 일이 있다. 유태의 신비학 카발라에선, 아우라를 「성기광(星気光)」이라고 표현하고 있다. 크리스트교의 종교 회화에는, 빛의 아우라에 싸인(예수 등의) 인물이 그려져 있다.

### 아우라의 수나 색이나 의미
아우라의 수는 다수 있다든가, 색이 있다고 여겨지기도 한다. 다만 수, 명칭, 색의 수나 의미는 설명하는 사람에 의해서 차이가 난다.
에하라 히로유키는 저서로, 아우라의 색은 본질적인 인격을 나타내고 있다고 해설해, 특징적인 12색 아우라를 감지하는 방법과 각각의 색이 가진 의미나 힘을 해설했다. 또 감정이나 상황의 영향을 받는다고 했다. 제1의 아우라, 제2의 아우라가 있다고 설명, 제1의 아우라는 붓다나 그리스도를 포함한 차트로 설명했다.
아우라는 오른쪽의 Walter John Kilner의 그림과 같이 이중으로 그려지는 일이 있다.
또, 신지학 등의 영적 전통에 의하면, 몸을 둘러싸는 아우라는 에테르체, 아스트랄체 등 몇 개의 계층으로 나뉘어 있다.
바바라 바우아즈는 저서로 아우라의 색을 14색으로 들어 질문 목록에 대답하는 것으로 그 색채를 추정하는 일도 가능하게 했다.
테라오 부요시코는 저서로, 아우라에는 영혼으로부터의 메시지(혹은 영원의 생명의 기억)이 감춰져 있고, 영혼은, 사람이 물질에 붙잡힌 잠으로부터 눈을 떠 이 세상에 태어난 목적을 살기 시작하는 것을 기다리고 있다고 해설했다. 또, 사람들의 아우라가 빛나게 되면 세계는 사랑과 조화로 가득 찬 시대를 맞이하게 된다고 해설했다.

### 요가와 아우라의 지각
테라야마 심일옹은, 요가를 실시하던 어느 날, 제1차크라로부터 두정부에 있는 마지막 제7차크라까지 의식을 이동시켜 가는 것이 매우 잘 되었을 때에, 미저골의 부분이 신음소리를 일으키고, 상부에 올라 가는 것처럼 느끼고 기분이 높아져 눈물이 흘렀다. 즉 쿤다리니를 체험했다고 한다. 그리고 자택의 2층으로 돌아와 신체를 쉬게 하려고 잔 후 일어났을 때에는, 가족 모두의 얼굴의 주위에 흰 빛, 사람들의 머리에 빛나는 아우라를 볼 수 있었다고 한다. 그 날 이래, 사람 아우라를 용이하게 볼 수 있다고 한다.
후일 와쿠인 에카쿠가 쓴 「야선민화」와 「원라천부」라는 해설서를 읽을 기회가 있어, 자신이 체험한 것은 거기에 쓰여져 있는 「연소의 법」이었다는 것을 눈치챘다고 한다.

## 전통 사상과 아우라[9]
고대부터 인도에서는, 프라나라 불리는 우주 에너지가 전승에 의해 전해지고 있다. 요가의 수도자는 명상이나 호흡법을 통해서 프라나를 조작한다고 여겨진다.
중국에서는 기원전 3000년에는 이미 기분의 개념이 존재했다. 기는 「그늘과 햇빛」의 2극으로부터 완성되는 생명 에너지이다. 이 2극을 균형잡고 있으면 육체는 건강을 나타내, 균형이 나쁘면 병이 든다고 한다. 침요법은, 이것들 2극의 균형 취하는 것을 목표로 하는 것이다.
일본의 초심리학자인 모토야마 히로시는, 기분과 프라나의 개념은 같은 생명 에너지를 가리킨다고 결론 지었다.
고대 힌두교의 베다 성전이나 아메리칸 인디언의 주술 의사, 티베트·인도의 불교나 일본의 선불교, 장미십자회나 신지학 등의 가르침에서도 아우라의 개념이 전해지고 있다.
존 화이트의 저서 「Future Science」에 의하면, 아우라의 개념은 적어도 97개의 문화권에서 볼 수 있다.

## 의료용어의 아우라
신경의이며 정신과 의사인 샤피카 카라그라(Shafica Karagulla)는 아우라를 봐 환자를 치료하는 의사들을 찾아 다녀, 그 체험담을 정리 저서(Breakthrough to Creativity)로서 출판했다. 카라그라는 당초 아우라의 개념에 회의적이었지만, 그러한 의사들이 환자들의 육체의 심부를 투시하거나 환자들에게 정확한 의학적 판단을 내릴 수 있는 능력이 있는 일을 인식해 의견을 고쳤다. 카라그라의 저서에 의하면, 1960년대 당시, 아우라를 보는 능력이 있는 의사는 그 밖에 그러한 능력을 가진 사람이 있는 것을 알지 못하고 고립해, 스스로의 능력을 비밀로 하고 있었다고 한다.또, 카라그라는 연구에 의해, 육체의 병은 차크라의 장해와 관계가 있다고 결론 붙였다.
뉴욕 대학 간호학부의 교수 드로레스 크리거는, 어느 헝가리의 치료자가 환자 아우라를 조정하는 것만으로 환자 전원의 헤모글로빈을 올릴 수가 있는 일을 발견한 이래, 아우라를 이용한 치료법으로 관심을 안았다. 드로레스는 자신의 손을 이용해 환자 아우라를 조정하는 치료법을 「위안의 터치(therapeutic touch)」라고 불렀다. 1985년에는 사우스캐롤라이나 대학의 간호학부 연구소장인 쟈넷트 퀸이, 「위안의 터치」에 의해 심장병 환자의 불안감의 레벨을 내릴 수 있는 것을 실증했다. 이 실험 결과는 당시의 뉴욕 타임즈의 과학 섹션의 일면을 장식했다.
또, 의료의 영역에서 「징조」라고 하는 의미로 아우라라는 말이 사용되는 일이 있다.
간질의 발작이 일어나기 전에, 환자에게 어떤 종류의 감각이나 감정이 일으켜지는 일이 있어, 이러한 감각이나 감정이 아우라로 불리는 일이 있다. 이러한 아우라에 의해서 발작이 일어나는 것을 예측할 수 있다. 이 의미로의 아우라의 종류는, 관련하는 뇌의 부위에 의해서 여러 가지 종류가 있어, 어느 사람은 체온의 변화를, 어느 사람은 불안감이나 공포를, 어느 사람은 현기증을, 어느 사람은 이미·이취를 느낀다. 아우라의 내용을 의사에 말하면, 최초로 발작이 일어난 뇌의 부위를 특정하는 단서가 되는 경우가 있어, 진단의 정보로서 사용할 수 있다.
아우라는 발작에 이르지 않고, 단순한 아우라로 끝나는 경우가 있다.

## 과학풍 용어와 아우라

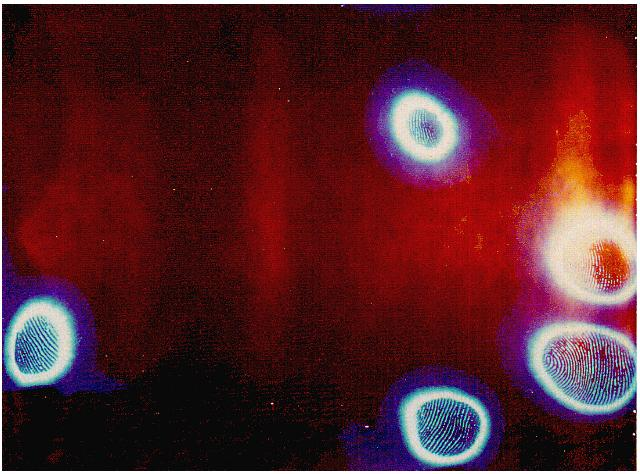
키르리안 사진으로 찍은 손가락 끝의 자취

과학풍의 용어를 사용할 때는, 아우라는, 「미약한 전기 에너지」, 「전자장」, 「빛의 에너지」 등으로 여겨진다.
하지만, 현재로서는, 이러한 용어의 사용 방법이 과학적 방법에 필적한 것도 아니기 때문에, 이것을 그대로 과학이라고 믿어 버리면, 그것은 유사 과학이 된다.
NASA의 원물리 연구원이며 힐링 스쿨의 창시자인 바바라 안 브레넌(en:Barbara Brennan)은 통상의 지각의 범위 외에 파동 영역이 존재하고 있다는 컬 프리브람(en:Karl_H._Pribram)의 생각이, 아우라 현상을 이해하기 가장 좋은 모델이라고 생각했다. 그리고 브레넌은 「인간의 육체로부터 방출되는 빛은 건강과 밀접하게 관계하고, 신뢰할 수 있는 일반적인 광측정 기기를 이용해 광방출을 계량하는 방법을 찾아내는 것이 중요하다」고 말했다. 브레넌에 의하면, 육체로부터 방사된 아우라는 이미, 정전기나 자기, 전자기나 음파 등의 성분으로서 실험실에서 측정되고 있다.(→#아우라의 과학사)
서던 캘리포니아 대학교의 심장 전문의인 블루 죠이는, 아우라를 읽어내는 능력이 있다고 고백했다. 죠이나 바바라 안 브레넌에 의하면, 아우라를 이해하려면 홀로그램의 개념이 유효하다고 말한다.(덧붙여 쥬라기 공원이나 ER 긴급 구명실 등의 원작자인 마이클 크라이턴은, 죠이의 아래에서 아우라를 보는 능력을 개발했다고 자서전에서 말했다.）

### 아우라의 과학사[17]
기원전 500년의 피타고라스 학파에서, 아우라의 개념이 처음으로 서양 문헌에 기록되었다. 거기에 따르면, 모든 자연스럽게 침투하고 있는 생명 에너지의 발광체가 인간의 조직에 영향을 미쳐, 병을 달래는 효과도 있다고 한다
1200년대의 스위스에서, 의사이며 연금술 스승인 파라켈수스는 인간의 위안을 가져오는 미분화의 생명 에너지를 「이리아스텔」이라고 이름 붙였다.
1800년대에, 얀 밥티스타 판 헬몬트와 프란츠 안톤 메스머는, 육체가 떨어진 상대에게 서로 영향이 미칠 수 있는 "유체"의 존재를 보고해, 어떤 종류의 전자계를 닮은 필드가 존재하고 있을지도 모른다고 시사했다.
1800년대 중기에는, 컬 폰 라이헨밧하가 전자계와 닮은 특성을 나타내는 「오딕(en:Odic force)」이라는 필드의 실험을 실시했다. 오딕은 자극과 같이, 서로를 끌어당기는 힘의 특성을 가지고 있어 또 자극도 오딕과 관련하는 극성을 가지고 있다. 라이헨밧하는, 오딕이 인간의 신체에 수정의 힘을 닮은 극성을 낳는 일을 발견했다. 거기에 따르면 신체의 생명력에는 자석과 같은 유극성이 있어 신체의 좌측이 부로 우측이 정으로 여겨진다. 이 개념은 도교나 요가, 함요법으로 알려져 있다.
1911년, 내과의 윌리엄 키르나는 인간의 신체를 둘러싸는, 3개 영역의 에너지 필드의 연구를 발표했다. 키르나는 이 필드를 「아우라」라고 불렀다. 아우라에는 연령·성별·건강·정신력 등에 의해 상당한 개인차를 볼 수 있어 키르나는 그것을 기본으로 한 진단 시스템을 개발했다. 키르나에 의하면 아우라 상태와 육체의 병에는 상관관계가 있다.
1939년, 정신과 의사 빌헤임 라이히는 생명 에너지인 오르곤의 개념을 제창했다. 이것은 성 에너지와 관련이 있다고 여겨져 병치료에 유효하다고 생각했다. 라이히는 오르곤 에너지가 공간이나 생물·무생물에 맥동하는 것을 확인했다. 라이히는 지그문트 프로이트의 분석법을 응용해, 육체 안의 오르곤 에너지를 자연스럽게 흐르게 하기 위한 물리 요법을 개발했다.
현재는 메스멜이나 라이헨밧하, 키르나, 라이히등의 실험은, 일반적으로 유사 과학으로 간주해진다.
1939년, 예일 대학의 해롤드 바(en:Harold Saxton Burr)가 식물의 종의 에너지 필드(아우라)를 측정했다. 새싹의 주위에 있는 전기장은 원래의 종자의 형태가 아니고, 벌써 「생장 후의 초목의 모습」을 나타냈다. 즉, 이 필드를 측정하는 것으로써, 식물이 어느 정도 자랄지를 예측할 수 있다고 했다. 또 바는 개구리의 알의 에너지 필드를 측정하고, 성장한 개구리의 신경계의 위치를 예측할 수 있는 일도 발견했다.. 그리고 바는 도롱뇽의 주위에, 신체와 같은 형태를 한 전기장이 존재해, 그 전기장이, 뇌와 척수를 통과하는 한 개의 「전기적인 축」을 갖고 있는 것을 발견했다.
1979년, 뉴욕의 뼈성형 외과의인 로버트 벡카(en:Robert O. Becker)는 육체를 흐르는 직류 전류를 측정해, 그 패턴을 나타내는 육체 전기 필드의 지도를 제작했다. 이 필드는 인간의 생리적·심리적 변화에 의해서 형태를 변화시키는 것, 건강 상태나 병과 상관해 상태를 바꾸는 것이 판명되었다.
1970년대에 드렉셀 대학에선, 초감각 지각 능력자인 카렌 게스라 등이 참가한 실험을 해 아우라 에너지가 2밀리와트의 레이저광선을 굽히거나 약하게 하는 것이 확인되었다. 이 실험 결과는 NBC TV로 전국적으로 방송되었다.
1970~90년에 일본의 초심리학자이며 종교가인 모토야마 히로시는, 오랜 세월 요가를 실천해 온 사람들로부터 방출되는 낮은 광레벨의 측정에 성공했다. 또 모토야마는 경락을 전기적으로 측정해, 그 결과를 침구의 치료에 이용하고 있다.
1970~90년에 카자흐 대학의 빅토르 이뉴신은 코로나 방전 사진을 통해 인체의 「단지」의 위치를 나타냈다고 발표했다. 또 아우라에는 자유 이온으로부터 완성되는 바이오 플라스마가 포함되는 것 등을 발견했다.
같은 1970~90년에 캘리포니아 대학교 로스앤젤레스의 줄기 운동학의 명예 교수, 바레리 헌트(en:Valerie V. Hunt)는 줄기 전위 기록계(인간의 근육내의 전기 활동을 계측하는 장치)가, 인간 아우라가 가진 전기를 파악할 수 있는 것을 발견했다. 헌트는, 아우라 투시 능력자가 특정 색의 인간 아우라를 볼 때, 줄기 전위 기록계가 언제나 특정의 주파수 패턴을 나타내는 일도 발견했다. 인간의 육체상의 교류 전류의 주파수 및 파장과 아우라 투시 능력자에 의해서 감지된 색 사이에는 직접적인 상관이 있는 일이 된다.(→ #바레리 헌트의 연구)
바레리 헌트와 공동 연구를 실시한 안드레아 프하릭크는 8헤르츠의 자기 펄스가 치료자의 손으로부터 나온 일을 측정했다. 이것보다 높은 주파수도 낮은 주파수도 인체에는 유해하다고 했다.
1980~90년대에, 원자 물리학자 로버트 베크는 세상의 많은 치료자가, 치료 중에 7.8~8헤르츠의 뇌파 패턴을 나타내는 것을 발견했다. 또 치료 중의 치료자의 뇌파의 주파수와 위상은, 슈만 공진이라 불리는 지구의 자장의 변동과 동조하는 것을 발견했다. 여기로부터, 치료자는 치료를 위해서 지구의 자장으로부터 에너지를 도입한다고 추측할 수 있다.
같은 1980~90년대에, 네바다주의 생체 전자기 연구소의 창설자켄 소장인 존 트마만에 의하면, 치료자가 한 번 슈만 공진과 관련하면, 뇌의 오른쪽 반구와 왼쪽 반구가 조화를 이루어, 7.8~8헤르츠의 알파파를 낸다고 여겨진다. 또 트마만은 치료받은 환자의 뇌파도 또 치료자의 뇌파와 동조해 알파파를 나타내는 것을 발견했다. 또 트마만은, 치료자의 손으로부터 방출되는 신호의 강도나 주파수가, 생체 조직의 수복이나 촉진을 목적으로 개발된 의료용의 핵폭발에 의해 생기는 전자충격 발생 장치의 신호와 일치하는 것을 발견했다. 이 발견은, 기공이나 명상 등의 실천자를 대상으로 한 중국, 일본에서의 연구로부터 증명되었다.
1990년대에는, A.S.Popow의 바이오 인포메이션 기구의 러시아의 과학자 그룹에 의해, 산 유기체가 300~2000 나노미터의 주파의 에너지 진동을 방출하는 것이 확인되었다. 이 에너지는 「바이오 플라스마」라고 불렸다. 이 발견은 모스크바의 의료 과학 학회에서 입증되어 영국·네델란드·독일·폴란드에서의 연구로 지지를 받고 있다.
중국의 난주 대학의 첸 론리안은 광량자 장치(저광측정 장치)나 생체 검사기를 이용해 인간의 육체로부터 방출되는 에너지를 측정하는 실험을 실시했다. 그 결과에 의하면 기공의 달인과 투시 능력자로부터 나오는 에너지에는 여실히 차이를 볼 수 있었다고 한다.
그라나다 대학의 Oscar Iborra 등의 연구에 의하면, 아우라가 보이는 것으로 타인의 치료가 생기면 보고하는 사람들은, 통상의 사람들에 비해, 공감각이라 불리는 지각을 가진 경우가 많다고 여겨진다.

#### 바레리 헌트의 연구[24][25]
바레리 헌트는, 영능자등이 영시해 보고하는 「인체의 주위의 아우라의 색」과, 인체가 발하는 저밀리 볼티지 신호의 주파수의 패턴과의 상관관계를 실증했다고 말했다.
(「볼티지(voltage)」란, 전압, 전압량, 볼트수 등의 의미이며, 「인체가 발하고 있는 저밀리 볼티지 신호」란, 「인체가 통상 발하는 극히 미량의 전압(밀리 볼트 단위)의 전기신호」를 가리킨다. 「전인류가 발하는 흔한 전기신호」이다)
헌트는 피험자의 체표에 근전도용의 전극을 대고, 생체 전기장 에너지의 측정을 실시했다. 전극에는 은/은염화물제의 기본 전극이 이용되었다. 전극으로부터의 데이터는 원격 측정 장치를 통해서 별실의 측정실에 전송되어 기록되었다.
헌트는, 로자린 브르이야라는, 인체 아우라장의 변화를 판독하는 원격시 능력자의 협력을 받았다. 아우라를 관찰하는 동안, 피험자의 몸의 근전도 전극으로부터의 데이터가 하등의 전기적 변화를 나타내도 브르이야에는 알리지 않았다. 헌트는 브르이야의 관찰 결과가 근전도 전극으로 기록된 변화와 「완전하게」 일치하는 것을 눈치챘다고 한다.
실험에 협력한 과학자들은, 기록된 파동 패턴을 푸리에 해석법과 소노그램 주파 분석법으로 수학적으로 분석했다. 그 분석의 결과도, 헌트의 연구 성과를 뒷받침했다.
브르이야가 말한 아우라의 색과 거기에 대응하는 고유의 파동형과 주파수가 완전하게 일치한 것이다. 브르이야가 아우라 내의 특정 장소에 청색을 관측하면, 전자 측정은 같은 장소에 청색과 대응하는 고유의 파동형과 주파수를 기록했다.
헌트는, 또 7명 아우라 관찰자와 같은 실험을 반복했다. 1988년 2월의 결과는, 다음과 같은 색과 주파수의 상관을 나타낸다고 여겨진다.
| 파랑 | 250 - 275 Hz 플러스 1,200 Hz                      |
| 초록 | 250 - 475 Hz                                      |
| 노랑 | 500 - 700 Hz                                      |
| 주황 | 950 - 1,050 Hz                                    |
| 빨강 | 1,000 - 1,200 Hz                                  |
| 청자 | 1,000 - 2,000 Hz 플러스 300 - 400 Hz 600 - 800 Hz |
| 하양 | 1,100 - 2,000 Hz                                  |

이러한 주파수는, 전체적으로는 무지개의 색 반대의 순서다.
다만, 파랑과 청자만은 예외이다. 파랑과 청자의 경우는, 최초로 기술되어 있는 수치가 고유의 주요한 주파수대이다. 그 후에 「플러스……」라고 기술되어 있는 두 번째, 세 번째의 수치는, 비화한 것처럼 존재하고 있는 고유의, 보다 좁은 주파수대이다.
헌트는, 「초감각 지각 능력자가 아우라의 방사를 보고 묘사해 온 수세기 동안 그들의 주관적인 색방출의 관찰을 증명하는 이것이 최초의 객관적인 주파・진폭・시간의 전자적 증거이다」라고 말했다
.
바레리 헌트의 영어 논문.
https://web.archive.org/web/20120731031545/http://www.somatics.de/HuntStudy.html
https://web.archive.org/web/20140125194437/http://www.rolf.com.au/downloads/ucla.pdf#search='Valerie　V　Hunt　aura'
이 연구에 대해 제삼자에 의한 검증 실험은 행해지지 않았다.

## 아우라 촬영
21세기 초두에서는, 힐링 살롱의 일부에서 아우라 촬영이라는 서비스를 하고 있다.
미국의 Inneractive Enterprises 사제의 아우라 비디오 스테이션, PROGEN 사제의 윈 아우라등의 기재가 사용되고 있다.
원리로서는, 인체 내를 흐르는 미약한 전기신호를 센서에서 읽어내, 얻은 데이터를 바탕으로 컴퓨터 그래픽에서 현재의 아우라 상태를 화면상에 묘화하는 것이다. 이것에 CCD 카메라 등에서 촬영한 피사체를 디지털 합성해, 사진과 같이 표시한다. 또, 차크라도 동시에 표시하는 기능을 가진 경우도 있다.
CCD 카메라가 부속되어 있으므로 오해를 부르기 쉽지만, 이것은 피사체를 디지털 합성하기 위해서 필요한 것이며, 일반의 인간의 눈에 보이지 않는 아우라를 CCD 카메라로 촬영하는 것은 아니다. 출력되는 화상은 어디까지나 "CG로 그린 것"이다.

## 아우라를 모티프로 사용한 작품이나 프로그램
- 아우라의 샘
- 성전사 단바인
- 린의 날개
- 광전대 마스크맨
- 초능력자 아카데미 황라만상